# Eisner-díj a legjobb számnak vagy egyfüzetesnek
Ebben a listában az Eisner-díj „legjobb számnak vagy egyfüzetesnek” kategóriájának jelöltjei és nyertesei találhatóak.
| Év   | Szám/egyfüzetes                                                | Alkotók                                                                            | Kiadó                                 |
| ---- | -------------------------------------------------------------- | ---------------------------------------------------------------------------------- | ------------------------------------- |
| 2012 | Daredevil 7.                                                   | Mark Waid (író) és Paolo Rivera (rajzoló)                                          | Marvel Comics                         |
| 2012 | Ganges 4.                                                      | Kevin Huizenga (író és rajzoló)                                                    | Fantagraphics Books                   |
| 2012 | Locke & Key: Guide to the Known Keys                           | Joe Hill (író) és Gabriel Rodriguez (rajzoló)                                      | IDW Publishing                        |
| 2012 | Princeless 3.                                                  | Jeremy Whitley (író) és Mia Goodwin (rajzoló)                                      | Action Lab Comics                     |
| 2012 | The Unwritten 24.                                              | Mike Carey (író), valamint Peter Gross és Al Davison (rajzolók)                    | Vertigo                               |
| 2011 | The Cape                                                       | Joe Hill és Jason Ciaramella (írók), valamint Zack Howard (rajzoló)                | IDW Publishing                        |
| 2011 | Fables 100.                                                    | Bill Willingham (író), Mark Buckingham (rajzoló) és mások                          | Vertigo                               |
| 2011 | Hellboy: Double Feature of Evil                                | Mike Mignola (író) és Richard Corben (rajzoló)                                     | Dark Horse Comics                     |
| 2011 | Locke and Key: Keys to the Kingdom 1.: Sparrow                 | Joe Hill (író) és Gabriel Rodriguez (rajzoló)                                      | IDW Publishing                        |
| 2011 | Unknown Soldier 21.: A Gun in Africa                           | Joshua Dysart (író) és Rick Veitch (rajzoló)                                       | Vertigo                               |
| 2010 | The Brave and the Bold 28.: Firing Line                        | J. Michael Straczynski (író) és Jesus Saiz (rajzoló)                               | DC Comics                             |
| 2010 | Captain America 601.: Red, White, and Blue-Blood               | Ed Brubaker (író) és Gene Colan (rajzoló)                                          | Marvel Comics                         |
| 2010 | Ganges 3.                                                      | Kevin Huizenga                                                                     | Fantagraphics Books                   |
| 2010 | The Unwritten 5.: How the Whale Became                         | Mike Carey (író) és Peter Gross (rajzoló)                                          | Vertigo                               |
| 2010 | Usagi Yojimbo 123.: The Death of Lord Hikiji                   | Stan Sakai                                                                         | Dark Horse Comics                     |
| 2009 | A kategóriában nem osztottak díjat                             | A kategóriában nem osztottak díjat                                                 | A kategóriában nem osztottak díjat    |
| 2008 | Amelia Rules! 18.: Things I Cannot Change                      | Jimmy Gownley                                                                      | Renaissance Press                     |
| 2008 | Delilah Dirk and the Treasure of Constantinople                | Tony Cliff                                                                         | magánkiadás                           |
| 2008 | Johnny Hiro 1.                                                 | Fred Chao                                                                          | AdHouse Books                         |
| 2008 | Justice League of America 11.: Walls                           | Brad Meltzer (író) és Gene Ha (rajzoló)                                            | DC Comics                             |
| 2008 | The Sensational Spider-Man 2007 Annual: To Have or to Hold     | Matt Fraction (író) és Salvador Larroca (rajzoló)                                  | Marvel Comics                         |
| 2007 | Batman/The Spirit 1.: Crime Convention                         | Jeph Loeb (író) és Darwyn Cooke (író és rajzoló)                                   | DC Comics                             |
| 2007 | A Late Freeze                                                  | Danica Novgorodoff                                                                 | Danica Novgorodoff                    |
| 2007 | The Preposterous Adventures of Ironhide Tom                    | Joel Priddy                                                                        | AdHouse Books                         |
| 2007 | Skyscrapers of the Midwest 3.                                  | Joshua Cotter                                                                      | AdHouse Books                         |
| 2007 | They Found the Car                                             | Gipi                                                                               | Fantagraphics Books                   |
| 2006 | The Bakers                                                     | Kyle Baker                                                                         | Kyle Baker Publishing                 |
| 2006 | Ex Machina 11.: Fortune Favors                                 | Brian K. Vaughan (író) és Tony Harris (rajzoló)                                    | Wildstorm                             |
| 2006 | The Innocents                                                  | Gipi                                                                               | Fantagraphics Books és Coconino Press |
| 2006 | Promethea 32.: Wrap Party                                      | Alan Moore (író) és J. H. Williams III (rajzoló)                                   | America’s Best Comics                 |
| 2006 | Solo 5.                                                        | Darwyn Cooke                                                                       | DC Comics                             |
| 2005 | Demo 7.: One Shot, Don’t Miss                                  | Brian Wood (író) és Becky Cloonan (rajzoló)                                        | AiT/Planet Lar                        |
| 2005 | Eightball 23.: The Death Ray                                   | Dan Clowes                                                                         | Fantagraphics Books                   |
| 2005 | Ex Machina 1.: The Pilot                                       | Brian K. Vaughan (író) és Tony Harris (rajzoló)                                    | Wildstorm                             |
| 2005 | Global Frequency 12.: Harpoon                                  | Warren Ellis (író) és Gene Ha (rajzoló)                                            | Wildstorm                             |
| 2005 | The Goon 6.: ¡Lagarto Hombre!                                  | Eric Powell                                                                        | Dark Horse Comics                     |
| 2004 | Conan 0.: The Legend                                           | Kurt Busiek (író) és Cary Nord (rajzoló)                                           | Dark Horse Comics                     |
| 2004 | Finder 30.: Beware of Dog                                      | Carla Speed McNeil                                                                 | Lightspeed Press                      |
| 2004 | Giant THB 1.v.2                                                | Paul Pope                                                                          | Horse Press                           |
| 2004 | Global Frequency 5.: Big Sky                                   | Warren Ellis (író) és Jon J. Muth (rajzoló)                                        | Wildstorm                             |
| 2004 | The Goon 1.                                                    | Eric Powell                                                                        | Dark Horse Comics                     |
| 2004 | Usagi Yojimbo 65.: Usagi and the Tengu                         | Stan Sakai                                                                         | Dark Horse Comics                     |
| 2003 | The Castaways                                                  | Rob Vollmar (író) és Pablo Callejo (rajzoló)                                       | Absence of Ink Press                  |
| 2003 | Fleep                                                          | Jason Shiga                                                                        | Sparkplug Comic Books                 |
| 2003 | My Friend Dahmer                                               | Derf                                                                               | Derfcity Comics                       |
| 2003 | My Uncle Jeff                                                  | Damon Hurd                                                                         | Origin Comics                         |
| 2003 | The Stuff of Dreams                                            | Kim Deitch                                                                         | Fantagraphics Books                   |
| 2002 | Eightball 22.                                                  | Dan Clowes                                                                         | Fantagraphics Books                   |
| 2002 | The Fall                                                       | Ed Brubaker (író) és Jason Lutes (rajzoló)                                         | Drawn and Quarterly                   |
| 2002 | Finder 22.: Fight Scene                                        | Carla Speed McNeil                                                                 | Lightspeed Press                      |
| 2002 | 100 Bullets 27.: Idol Chatter                                  | Brian Azzarello (író) és Eduardo Risso (rajzoló)                                   | Vertigo                               |
| 2002 | Optic Nerve 8.: Bomb Scare                                     | Adrian Tomine                                                                      | Drawn and Quarterly                   |
| 2001 | Finder 19.: Talisman                                           | Carla Speed McNeil                                                                 | Lightspeed Press                      |
| 2001 | Hey Mister: The Trouble with Jesus                             | Pete Sickman-Garner                                                                | Top Shelf Productions                 |
| 2001 | Lucifer 4.: Born with the Dead                                 | Mike Carey (író) és Warren Pleece (rajzoló)                                        | Vertigo                               |
| 2001 | Paul in the Country                                            | Michel Rabagliati                                                                  | Drawn and Quarterly                   |
| 2001 | Promethea 10.: Sex, Stars, and Serpents                        | Alan Moore (író) és J. H. Williams III                                             | America’s Best Comics                 |
| 2001 | Sock Monkey 3. sorozat, 2.                                     | Tony Millionaire                                                                   | Dark Horse Maverick                   |
| 2000 | I Die at Midnight                                              | Kyle Baker                                                                         | Vertigo                               |
| 2000 | Promethea 3.: Misty Magicland                                  | Alan Moore (író) és J. H. Williams III (rajzoló)                                   | America’s Best Comics                 |
| 2000 | Stray Bullets 19.: Live Nude Girls!                            | David Lapham                                                                       | El Capitan Books                      |
| 2000 | Tom Strong 1.: How Tom Strong Got Started                      | Alan Moore (író) és Chris Sprouse (rajzoló)                                        | America’s Best Comics                 |
| 2000 | Transmetropolitan 27.: Monstering                              | Warren Ellis (író) és Darick Robertson (rajzoló)                                   | Vertigo                               |
| 1999 | The Clowns (I Pagliacci)                                       | Craig Russell (író) és Galen Showman (rajzoló)                                     | Dark Horse Comics                     |
| 1999 | Empty Love Stories                                             | Steve Darnall (író) és mások                                                       | Funny Valentine Press                 |
| 1999 | From Hell: Dance of the Gull Catchers                          | Alan Moore (író) és Eddie Campbell (rajzoló)                                       | Kitchen Sink Press                    |
| 1999 | Hitman 34.: Of Thee I Sing                                     | Garth Ennis (író) és John McCrea (rajzoló)                                         | DC Comics                             |
| 1999 | Kane 22.: Fwankie’s Big Night Out                              | Paul Grist                                                                         | Dancing Elephant Press                |
| 1998 | Batgirl Adventures 1.                                          | Paul Dini (író) és Rick Burchett (rajzoló)                                         | DC Comics                             |
| 1998 | The Dreaming 15.: Day’s Work, Night’s Rest                     | Jeff Nicholson                                                                     | Vertigo                               |
| 1998 | Kurt Busiek’s Astro City 2. sorozat, 10.: Show ’Em All         | Kurt Busiek (író) és Brent Anderson (rajzoló)                                      | Juke Box Productions és Homage Comics |
| 1998 | Sof’ Boy and Friends 1.                                        | Archer Prewitt                                                                     | Drawn and Quarterly                   |
| 1998 | Superman Adventures 3.: Distant Thunder                        | Scott McCloud (író) és Rick Burchett (rajzoló)                                     | DC Comics                             |
| 1997 | Giant THB Parade                                               | Paul Pope                                                                          | Horse Press                           |
| 1997 | Kane 13.: Point of View                                        | Paul Grist                                                                         | Dancing Elephant Press                |
| 1997 | Kurt Busiek’s Astro City 2. sorozat, 1.: Welcome to Astro City | Kurt Busiek (író) és Brent Anderson (rajzoló)                                      | Juke Box Productions és Homage Comics |
| 1997 | Elric 0.: One Life                                             | Neil Gaiman eredeti műve alapján P. Craig Russell                                  | Topps Comics                          |
| 1997 | Optic Nerve 3.                                                 | Adrian Tomine                                                                      | Drawn and Quarterly                   |
| 1997 | The Sandman 75.: The Tempest                                   | Neil Gaiman (író) és Charles Vess (rajzoló)                                        | Vertigo                               |
| 1997 | Stray Bullets 10.: Here Comes the Circus                       | David Lapham                                                                       | El Capitan Books                      |
| 1996 | The Acme Novelty Library 4.                                    | Chris Ware                                                                         | Fantagraphics Books                   |
| 1996 | Bacchus Color Special                                          | Eddie Campbell (író) és Teddy Kristiansen (rajzoló)                                | Dark Horse Comics                     |
| 1996 | Eightball 16.                                                  | Dan Clowes                                                                         | Fantagraphics Books                   |
| 1996 | Kurt Busiek’s Astro City 4.: Safeguards                        | Kurt Busiek (író) és Brent Anderson (rajzoló)                                      | Juke Box Productions és Image Comics  |
| 1996 | Stray Bullets 3.: The Party                                    | David Lapham                                                                       | El Capitan Books                      |
| 1995 | The Acme Novelty Library 1.                                    | Chris Ware                                                                         | Fantagraphics Books                   |
| 1995 | The Batman Adventures Holiday Special                          | Paul Dini (író), Bruce Timm (író és rajzoló) és mások                              | DC Comics                             |
| 1995 | Bone 16.: Eyes of the Storm                                    | Jeff Smith                                                                         | Cartoon Books                         |
| 1995 | The Dance of Lifey Death                                       | Eddie Campbell                                                                     | Dark Horse Comics                     |
| 1995 | Sandman Mystery Theatre 1994 Annual                            | Matt Wagner, Steven T. Seagle (írók) és mások                                      | Vertigo                               |
| 1994 | The Batman Adventures: Mad Love                                | Paul Dini (író), valamint Bruce Timm és Glen Murakami (rajzolók)                   | DC Comics                             |
| 1994 | Spawn 10.: Crossing Over                                       | Dave Sim (író) és Todd McFarlane (rajzoló)                                         | Image Comics                          |
| 1994 | Groo 100.: A Little Knowledge                                  | Mark Evanier (író) és Sergio Aragonés (rajzoló)                                    | Marvel Comics                         |
| 1994 | Marvels 2.: Monsters                                           | Kurt Busiek (író) és Alex Ross (rajzoló)                                           | Marvel Comics                         |
| 1994 | The Sandman 50.: Ramadan                                       | Neil Gaiman (író) és P. Craig Russell (rajzoló)                                    | Vertigo                               |
| 1993 | Bloodlines: A Tale from the Heart of Africa                    | Cindy Goff és Rafael Nieves (írók), valamint Seitu Hayden (rajzoló)                | Epic Comics                           |
| 1993 | Hellblazer 56.: This is the Diary of Danny Drake               | Garth Ennis (író) és David Lloyd (rajzoló)                                         | DC Comics                             |
| 1993 | Nexus: The Origin                                              | Mike Baron (író) és Steve Rude (rajzoló)                                           | Dark Horse Comics                     |
| 1993 | Peep Show 1.                                                   | Joe Matt                                                                           | Drawn and Quarterly                   |
| 1993 | The Sandman 40.: The Parliament of Rooks                       | Neil Gaiman (író) és Jill Thompson (rajzoló)                                       | DC Comics                             |
| 1993 | The Sandman 39.: Soft Places                                   | Neil Gaiman (író) és John Watkiss (rajzoló)                                        | DC Comics                             |
| 1992 | American Splendor 16.                                          | Harvey Pekar (író) és mások                                                        | Tundra Publishing                     |
| 1992 | Dark Horse Presents: Sin City                                  | Frank Miller                                                                       | Dark Horse Comics                     |
| 1992 | Groo 78.: The Book Burners                                     | Mark Evanier (író) és Sergio Aragonés (rajzoló)                                    | Epic Comics                           |
| 1992 | The Sandman 22–28.: Season of Mists                            | Neil Gaiman (író) és mások                                                         | DC Comics                             |
| 1992 | Swamp Thing 113.: Fear and Loathing on the Bayou Trail         | Nancy Collins (író) és Tom Yeates (rajzoló)                                        | DC Comics                             |
| 1991 | Blab 5.                                                        | Monte Beauchamp (szerkesztő)                                                       | Kitchen Sink Press                    |
| 1991 | Concrete Celebrates Earth Day                                  | Paul Chadwick (író), Charles Vess (rajzoló), Jean Giraud (író és rajzoló) és mások | Dark Horse Comics                     |
| 1991 | Marshall Law: Kingdom of the Blind                             | Pat Mills (író) és Kevin O’Neill (rajzoló)                                         | Apocalypse                            |
| 1991 | Zot! 33.                                                       | Scott McCloud                                                                      | Eclipse Comics                        |
| 1990 | Nem osztottak díjat                                            | Nem osztottak díjat                                                                | Nem osztottak díjat                   |
| 1989 | Animal Man 5.: The Coyote Gospel                               | Grant Morrison (író) és Chas Truog (rajzoló)                                       | DC Comics                             |
| 1989 | Batman: The Killing Joke                                       | Alan Moore (író) és Brian Bolland (rajzoló)                                        | DC Comics                             |
| 1989 | Kings in Disguise 1.                                           | James Vance (író) és Dan Burr (rajzoló)                                            | Kitchen Sink Press                    |
| 1989 | Swamp Thing 75.: The Thinker                                   | Rick Veitch                                                                        | DC Comics                             |
| 1989 | Twist 2.                                                       | több alkotó                                                                        | Kitchen Sink Press                    |
| 1988 | Concrete 5.: An Armchair Stuffed With Dynamite                 | Paul Chadwick                                                                      | Dark Horse Comics                     |
| 1988 | Eddy Current 1.: 6:00 PM                                       | Ted McKeever                                                                       | Mad Dog Graphics                      |
| 1988 | Grendel 12.: Devil's Ends                                      | Matt Wagner (író), valamint Arnold Pander és Jacob Pander (rajzolók)               | Comico Comics                         |
| 1988 | Gumby’s Summer Fun Special                                     | Bub Burden (író) és Art Adams (rajzoló)                                            | Comico Comics                         |
| 1988 | Justice League 1.: Born Again                                  | Keith Giffen és J. M. DeMatteis (írók), valamint Kevin Maguire (rajzoló)           |                                       |
| 1988 | Zot! 14.                                                       | Scott McCloud                                                                      | Eclipse Comics                        |